# أديان إفريقية أمريكية

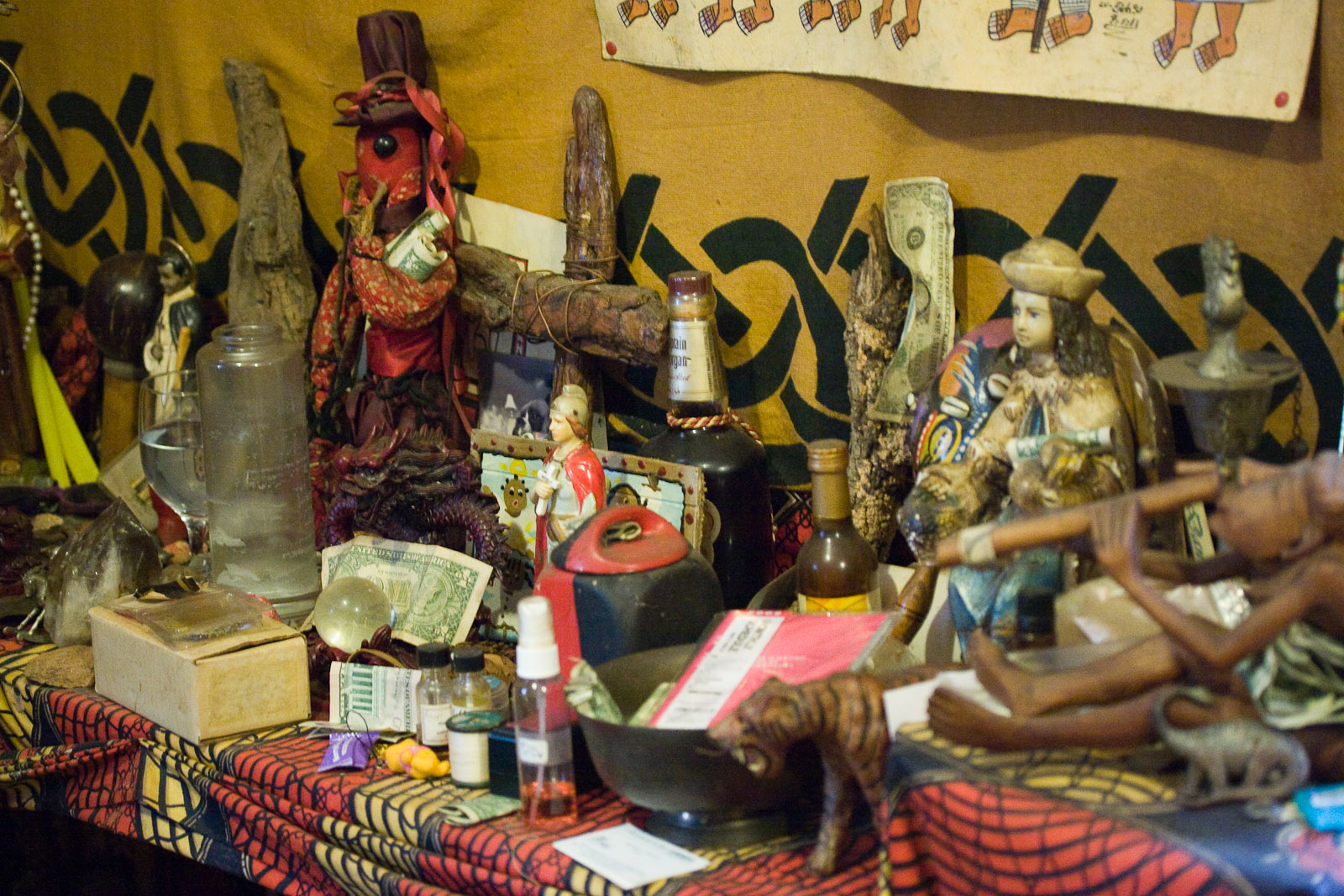
مثال على تقليد لويزيانا الفودو، المذبح داخل الهيكل في نيو اورليانز.

الأديان الأفريقية الأمريكية (أو أديان الشتات الأفريقي) هي عدد الأديان ذات العلاقة التي طورت في الأمريكتين بين العبيد الأفارقة وأولادهم في مختلف بلدان أمريكا اللاتينية، ومنطقة الكاريبي، وأجزاء من جنوب الولايات المتحدة، أنها مستمدة من الديانات الإفريقية التقليدية، وخاصةً من الغرب وأفريقيا الوسطى، مع بعض التأثير من التقاليد الدينية الأخرى، لا سيما المسيحية والإسلام.

## اقرأ أيضاً
- إفا
- الديانات الأفريقية التقليدية